# Art. Lebedev Studio
Art. Lebedev Studio er et designfirma i Rusland, grundlagt i 1995 af Artemy Lebedev. Firmaets logo består af en stregkode, med firmaet navn lige under.
Firmaet laver industrielt og grafisk design for firmaer og tager ikke opgaver fra privatpersoner eller politiske og religiøse organisationer. Deres motto er "Design will save the world." I december 2007 havde de seks art directors og over 200 ansatte.

## Større designopgaver
Blandt firmaets mere bemærkelsesværdig webdesign er den russiske søgemaskine Yandex, nyhedssiden Lenta.Ru og Gazeta.Ru, samt russiske markedsføringssider for Microsoft og Intel.
Firmaet fik stor pressebevågenhed efter deres præsentation af Optimus-tastatur, med knapper, der kunne konfigureres med valgfrie billeder på alle knapper.

## Ekstern henvisning
- Official hjemmeside